# Allium ophiophyllum
Allium ophiophyllum — вид рослин з родини амарилісових (Amaryllidaceae); поширений в Узбекистані й Туркменістані.

## Опис
Цибулина одна, яйцювата, 1.5–2.5 см у довжину й ≈ 1 см у товщину; зовнішні оболонки коричневі. Цибулинки паралельно нерівні.

## Поширення
Поширений в Узбекистані й Туркменістані.